# Loxoptygus
Loxoptygus là một chi nhện trong họ Theraphosidae.

## Các loài
Chi này gồm các loài:
- Loxoptygus coturnatus Simon, 1903
- Loxoptygus ectypus (Simon, 1889)
- Loxoptygus erlangeri (Strand, 1906)